# Alina Begum
Alina Begum (bengalisch: এলিনা বেগম; * um 1970) ist eine Badmintonspielerin aus Bangladesch. 

## Karriere
Alina Begum gewann 1990 ihre ersten beiden nationalen Titel in Bangladesch. 14 weitere Titelgewinne folgten bis 2001. Insgesamt war sie neunmal im Dameneinzel erfolgreich, sechsmal im Damendoppel und einmal im Mixed.

## Sportliche Erfolge
| Saison | Veranstaltung                  | Disziplin   | Platz | Name                                     |
| ------ | ------------------------------ | ----------- | ----- | ---------------------------------------- |
| 1990   | Bangladeschische Meisterschaft | Damendoppel | 1     | Mita / Alina Begum                       |
| 1990   | Bangladeschische Meisterschaft | Dameneinzel | 1     | Alina Begum                              |
| 1991   | Bangladeschische Meisterschaft | Dameneinzel | 1     | Alina Begum                              |
| 1991   | Bangladeschische Meisterschaft | Damendoppel | 1     | Mita / Alina Begum                       |
| 1992   | Bangladeschische Meisterschaft | Damendoppel | 1     | Nazia Akhter Juthi / Alina Begum         |
| 1992   | Bangladeschische Meisterschaft | Dameneinzel | 1     | Alina Begum                              |
| 1996   | Bangladeschische Meisterschaft | Dameneinzel | 1     | Alina Begum                              |
| 1997   | Bangladeschische Meisterschaft | Damendoppel | 1     | Alina Begum / Ayesha Khatun Nuri         |
| 1997   | Bangladeschische Meisterschaft | Dameneinzel | 1     | Alina Begum                              |
| 1998   | Bangladeschische Meisterschaft | Dameneinzel | 1     | Alina Begum                              |
| 1999   | Bangladeschische Meisterschaft | Dameneinzel | 1     | Alina Begum                              |
| 1999   | Bangladeschische Meisterschaft | Damendoppel | 1     | Alina Begum / Ayesha Khatun Nuri         |
| 2000   | Bangladeschische Meisterschaft | Dameneinzel | 1     | Alina Begum                              |
| 2000   | Bangladeschische Meisterschaft | Mixed       | 1     | Kazi Hasinur Rahman Shakil / Alina Begum |
| 2001   | Bangladeschische Meisterschaft | Damendoppel | 1     | Alina Begum / Ayesha Khatun Nuri         |
| 2001   | Bangladeschische Meisterschaft | Dameneinzel | 1     | Alina Begum                              |
| 2002   | Bangladesh International       | Mixed       | 1     | Alina Begum / Md. Josafa Jabed           |